# Stefan Majewski (wojskowy)
Stefan Majewski (ur. 10 sierpnia 1867 w Podniestrzanach, zm. 31 stycznia 1944 w Słonawach) – generał dywizji Wojska Polskiego.

## Życiorys

### Wczesne życie
Pochodził z rodziny neofickiej pochodzenia żydowskiego, syn Władysława Majewskiego komisarza Rządu Narodowego z 1863, i Florentyny z Plichtów. Bratem jego ojca był Karol Majewski, który był przewodniczącym Rządu Narodowego w powstaniu styczniowym.
Edukował się w gimnazjum w Wiedniu, Wojskowej Szkole Realnej w Mahrisch Weisskirchen, Wojskowej Akademii Technicznej w Wiedniu oraz Wyższej Szkole Wojskowej w Wiedniu. Następnie rozpoczął służbę w Cesarsko-Królewskiej Armii Austro-Węgierskiej. W 1888 r. został podporucznikiem w c. i k. armii. Rok później został przeniesiony do 9. Batalionu Pionierów w Josefstadt. Po ukończeniu Akademii Sztabu Generalnego w Wiedniu przedzielono go to  sztabu stacjonującej w Przemyślu 24. Dywizji Piechoty. Gdy awansował na kapitana zasilił szeregi Batalionu Pionierów Nr 10 w Przemyślu na stanowisko komendanta kompanii.  Następnie w 1905 r. służył w Oddziale X Cesarsko-Królewskiego Ministerstwa Wojny. Jednakże przeniesiono go sztabu 9. Dywizji Piechoty stacjonującej w Pradze. 30 kwietnia 1910 został przydzielony do Oddziału 10 Ministerstwa Wojny w Wiedniu. W 1913 r. w stopniu pułkownika sztabu generalnego był szefem Departamentu VIII w Ministerstwie Obrony Krajowej.

### Wielka Wojna
Na początku I wojny światowej był szefem Biura Prezydialnego Cesarsko-Królewskiego Ministerstwa Landwehry. Następnie od 1915 r. dowodził c. i k. 12 pułkiem strzelców, od 1916 r. XLIV Brygadą Górską i 1918 r. LVII Brygadą Piechoty. 1 sierpnia 1917 awansował na generała majora ze starszeństwem z dniem 30 sierpnia 1917.

### II Rzeczpospolita
W grudniu 1918 przyjęty został do Wojska Polskiego, w stopniu generała podporucznika. 19 stycznia 1919 został dowódcą Grupy Operacyjnej „Chełm”, która walczyła z Ukraińcami. 3 marca 1919 r. został wyznaczony na stanowisko I wiceministra Spraw Wojskowych. 10 lutego 1920, w związku z przeprowadzoną reorganizacją Ministerstwa Spraw Wojskowych, Naczelny Wódz zwolnił go ze stanowiska I wiceministra Spraw Wojskowych i mianował dowódcą Szkoły Sztabu Generalnego „z równoczesnym podziękowaniem mu za owocną i gorliwą Jego pracę na dotychczasowym stanowisku”. 10 marca tego roku Józef Piłsudski mianował go członkiem Rady Wojskowej z pozostawieniem na dotychczasowym stanowisku dowódcy szkoły. W jego kompetencja mieściło się m.in. rozpatrywanie i opiniowanie ustaw, innych aktów prawnych oraz wszelkich przepisów dotyczących wojska polskiego.
Od kwietnia do maja 1920 dowodził w zastępstwie 1 Armią pozostając w dalszym ciągu dowódcą szkoły. 21 kwietnia 1920 zatwierdzony został z dniem 1 kwietnia 1920 w stopniu generała porucznika. Od maja do lipca dowodził 7 Armią, potem pozostawał w dyspozycji Naczelnego Dowództwa. We wrześniu tego roku przystąpił ponownie do wykonywania obowiązków na stanowisku dowódcy Szkoły Sztabu Generalnego w Warszawie. 6 lipca 1921 na stanowisku dowódcy szkoły zastąpił go generał porucznik Gustaw Zygadłowicz.
Od sierpnia do grudnia 1921 r. był szefem Polskiej Misji Wojskowej we Francji. 31 grudnia 1921 został mianowany, a 31 stycznia 1922 objął obowiązki na stanowisku dowódcy Okręgu Korpusu Nr IV w Łodzi. 3 maja 1922 zweryfikowany w stopniu generała dywizji ze starszeństwem z dniem 1 czerwca 1919 w korpusie generałów. 4 czerwca 1924 Prezydent RP mianował go szefem Administracji Armii. 17 maja 1925 udał się na 2-miesięczny urlop dla poratowania zdrowia (zastąpiony przez gen. Juliusza Malczewskiego). 20 listopada 1925 Prezydent powierzył mu kierownictwo Ministerstwem Spraw Wojskowych w rządzie Aleksandra Skrzyńskiego, a już 27 tego miesiąca przyjął jego dymisję i zwolnił z kierowania resortem. 14 grudnia 1925 Prezydent RP „przychylając się do prośby Generała” zwolnił go ze stanowiska szefa Administracji Armii. W maju 1926, w czasie zamachu stanu, czasowo pełnił obowiązki Generalnego Inspektora Kawalerii ponieważ generał Tadeusz Rozwadowski został dowódcą wojsk wiernych rządowi. Z dniem 31 sierpnia 1926 przeniesiony został w stan spoczynku.
Na emeryturze mieszkał w Słonawach, gdzie zmarł 31 stycznia 1944. Został pochowany na cmentarzu w Obornikach.

## Życie prywatne
Zawarł związek małżeński z Janiną Pucherną, z którą miał syna Guido (ur. 1903).

## Ordery i odznaczenia
- Krzyż Komandorski z Gwiazdą Orderu Odrodzenia Polski (7 listopada 1925)[13][14]
- Krzyż Komandorski Orderu Odrodzenia Polski (2 maja 1923)[15][16]
- Krzyż Walecznych (1921)[17]
- Medal Pamiątkowy za Wojnę 1918–1921[18]
- Medal Dziesięciolecia Odzyskanej Niepodległości[18]
- Krzyż Wielki Orderu Korony (Belgia)[18]
- Wielki Oficer Order Świętego Sawy (Jugosławia, 1925)[19]
- Oficer Orderu Legii Honorowej (Francja, 1921)[20]
- Krzyż Zasługi Wojskowej II klasy z dekoracją wojenną i mieczami[21]
- Order Korony Żelaznej II klasy z dekor. wojenną (Austro-Węgry, 1917)[22]
- Kawaler Orderu Leopolda z dekoracją wojenną i mieczami (Austro-Węgry, 1915)[23]
- Order Korony Żelaznej III klasy z dekor. wojenną (Austro-Węgry, 1913)[24][5]
- Odznaka Honorowa Czerwonego Krzyża I klasy z dekoracją wojenną[21]
- Krzyż Zasługi Wojskowej III klasy[21]
- Srebrny Medal Zasługi Wojskowej na czerwonej wstędze[21]
- Brązowy Medal Zasługi Wojskowej na czerwonej wstędze[21]
- Odznaka za Służbę Wojskową III klasy[21]
- Medal Jubileuszowy Pamiątkowy dla Sił Zbrojnych i Żandarmerii[21]
- Krzyż Jubileuszowy Wojskowy[21]